# Kabinett Kopf V
Das Kabinett Kopf V bildete vom 12. Mai 1959 bis zum 21. Dezember 1961 die Niedersächsische Landesregierung. Hinrich Wilhelm Kopf wurde am 12. Mai 1959 zum Ministerpräsidenten gewählt. Das Kabinett endete verfrüht mit dem Tod von Ministerpräsident Kopf. Ihm folgte der bisherige Sozialminister Georg Diederichs, der bis zur Landtagswahl 1963 das Kabinett Diederichs I führte.
| Amt                                                | Name                 | Partei | Partei |
| -------------------------------------------------- | -------------------- | ------ | ------ |
| Ministerpräsident                                  | Hinrich Wilhelm Kopf |        | SPD    |
| Stellvertreter des Ministerpräsidenten             | Hermann Ahrens       |        | GB/BHE |
| Finanzen                                           | Hermann Ahrens       |        | GB/BHE |
| Inneres                                            | Otto Bennemann       |        | SPD    |
| Wirtschaft und Verkehr                             | Carlo Graaff         |        | FDP    |
| Ernährung, Landwirtschaft und Forsten              | Alfred Kubel         |        | SPD    |
| Justiz                                             | Arvid von Nottbeck   |        | FDP    |
| Kultus                                             | Richard Voigt        |        | SPD    |
| Soziales                                           | Georg Diederichs     |        | SPD    |
| Vertriebene, Flüchtlinge und Kriegssachgeschädigte | Erich Schellhaus     |        | GB/BHE |